# 京都産業大学附属中学校・高等学校
京都産業大学附属中学校・高等学校（きょうとさんぎょうだいがく ふぞくちゅうがっこう・こうとうがっこう）は、京都府京都市下京区中堂寺命婦町にある私立中学校・高等学校。

## 概要
学校法人京都産業大学が設置する共学校であり、京都産業大学の附属学校である。2006年度まで京都成安高等学校、京都成安中学校という名称で学校法人京都成安学園が運営していた。2007年度より学校法人京都産業大学に移管し、京都産業大学附属中学校・高等学校へと校名を変更。高等学校はコース制を取っている。中学校にはコース制は無いが、高校より進学コース・特進コースに分かれる。校章はサギタリウス（射手座）がモチーフ。校歌は京都産業大学学歌と同じである。制服は男女ともブレザー。中学校・高校での違いはネクタイ・リボンの柄のみ。中学校は青で、縞模様。高校は紺色。
2012年4月に京都市下京区中堂寺命婦町に移転。

## 沿革
- 1920年 - 瀬尾チカにより成安裁縫学校を設立
- 1923年 - 京都成安女子学院と改称
- 1940年 - 京都成安高等女学校設立
- 1947年 - 学制改革により成安女子中学校開設
- 1948年 - 学制改革により成安女子高等学校開設
- 2000年 - 京都成安高等学校、京都成安中学校へ名称変更及び共学化
- 2007年 - 学校法人京都産業大学に移管、これに伴い校名を京都産業大学附属中学校・高等学校に改称
- 2012年 - 京都市上京区相国寺北門前町から同市下京区中堂寺命婦町の新キャンパスに移転

## 交通（新校舎）
- JR嵯峨野線 丹波口駅 徒歩5分
- 阪急電鉄 大宮駅 徒歩15分
- 京福電気鉄道 四条大宮駅 徒歩14分

## 交通（旧校舎）

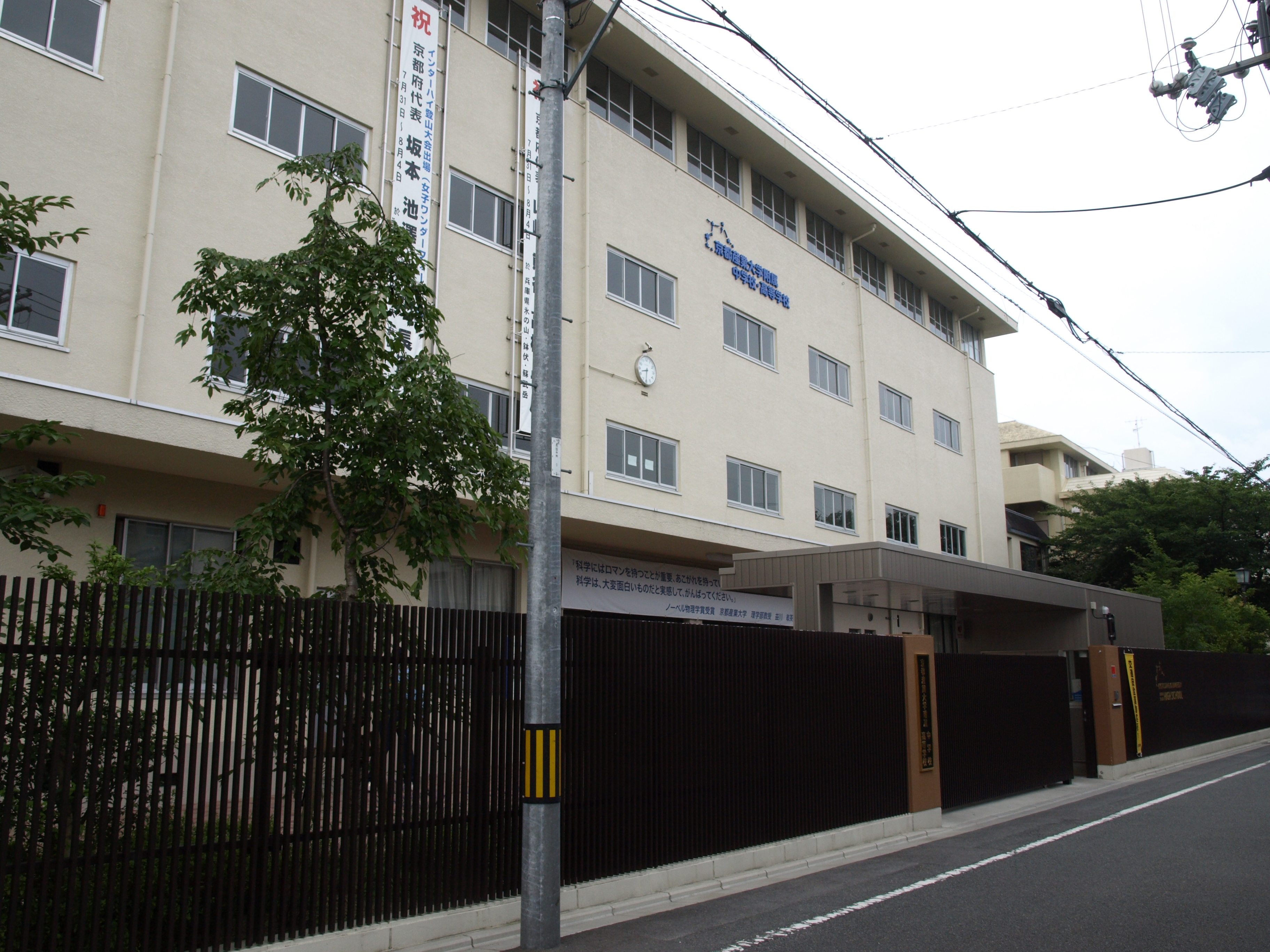
鞍馬口旧校舎（2009年）

- 京都市営地下鉄烏丸線鞍馬口駅 徒歩7分。
- 京阪電鉄出町柳駅 徒歩15分。
- 付近には相国寺などがある。

## 校訓
- 知性 - 常に知的好奇心を持ち、学びを重んずる。学び得たことを社会に役立て、人と共にいかによりよく生きるかを考える姿勢を養う。
- 品格 - 自己を大切にするとともに、他者を尊重し、誠実廉直な人格によって社会の一員として尊敬される人格を磨く。
- 気概 - 確固たる信念を持ち、どのような困難に直面しても挫けず、前向きに思考し行動する精神の勁さを育てる。

## 高等学校の設置コース
- 特進コース（京産大附高） - 難関私立、国公立大学を目指すコース(なお旧文理コースは2025年度から特進コースに合併)
- 進学コース（京産大附高） -KSUコースに2年時で分かれる
  - KSUコース - 京都産業大学志望コース（高校2年生より高大接続授業スタート）
  - 2025年度から2年時に進学コースから特進コース(旧文理コースに編入可能)

成安高校時代は、芸術進学コース・スポーツ進学コース・文理特進コース・英語コミュニケーションコース・自由選択コースなどの多彩なコース設定があった。

## 特色
基本隔週週休2日制（模試など行事が無い場合は日曜と第2・第4土曜日）。入試時の成績により、特待生制度あり。高校3年次9月までに京都産業大学への推薦を希望の場合は、推薦条件である成績を満たしていれば全員の進学を保障する。

## 部活動

### 文化系
- 吹奏楽部
- 茶道部
- 美術部
- 歴史部
- パソコン部

（以下は高校のみ）
- 放送部
- 演劇部
- 写真部
- コーラス部
- 華道部
- 生物部
- 軽音楽部
- 地理部
- ESS部
- イラスト部
- ボランティア部
- 将棋同好会

### 運動系
- 女子バレーボール部
- 陸上競技部
- ソフトテニス部
- バスケットボール部
- 男子サッカー部
- 柔道部

（以下は高校のみ）
- バドミントン部
- 女子ソフトボール部
- 男子硬式野球部
- 卓球部
- スキー部
- ワンダーフォーゲル部
- 空手部

## 著名な出身者
- 小畠絹子 - 女優
- 環三千世 - 女優、宝塚歌劇団卒業生
- 佐伯チズ - 美肌コーディネーター
- 佐伯美香 - プロビーチバレー選手
- 木内あきら - タレント
- 花瀬めぐみ（吉川めぐみ） - 女優
- 鳥居千穂 - 元バレーボール選手
- 清家ちえ - プロビーチバレー選手
- 芝田安希 - 元バレーボール選手
- 松本奈都己 - バレーボール選手（トヨタ車体クインシーズ所属）
- 池山あゆ美 - 女子プロ野球選手
- ふくい舞 - 歌手
- 浅田ゆかり - 柔道家　72kg超級
- 田中美衣 - 柔道家　63kg級
- 永井和恵 - 柔道家　52kg級
- 宿谷苑生 - ヴァイオリニスト
- MAKOTO - モデル インフルエンサー